# Robert Lamoureux
Robert Lamoureux (4. ledna 1920, Saint-Mandé, Francie – 29. října 2011) byl francouzský filmař a divadelník - herec, scenárista, textař, dramatik a režisér. Mezi jeho nejznámější filmové režijní práce patří filmová trilogie válečných parodií ze 70. let Kam se poděla sedmá rota? (1973), Návrat sedmé roty (1975) a Sedmá rota za úplňku (1977).
Svoji uměleckou kariéru zahájil jakožto klasický kabaretní herec i autor (textař a scenárista), kde patřil mezi největší hvězdy tzv. bulvárního divadla. Po prvních úspěších začal pravidelně vystupovat v rozhlase a nahrávat na gramofonové desky.
Jako filmový a televizní herec se ve francouzských filmech začal objevovat na počátku 50. let (snímek Král kamelotů z roku 1951) a filmovému a televiznímu herectví se pak věnoval až do poloviny 90. let.
Svoji první filmovou režii si vyzkoušel hned podvakrát roce 1960, nicméně v 60. letech a poté i od 80. let se už filmové práci dále systematicky příliš nevěnoval a svůj zájem zaměřil na divadlo, kde působil jako významný dramatik i herec.

## Filmografie

### Režie
- 1977 	Sedmá rota za úplňku
- 1975 	Návrat sedmé roty
- 1975	Operace Lady Marlène
- 1974 	Impossible... pas français
- 1973 	Kam se poděla sedmá rota?
- 1960 	Tahle brunetka
- 1960	Okouzlující

## Autor

### Divadelní hry
(původní názvy)
- L'Amour foot
- Le Charlatan
- La Taupe
- Diable d'homme
- La Brune que voilà
- Si je peux me permettre
- La Soupière
- Un rossignol chantait
- Frédéric
- Échec et meurtre
- Le Tombeur (adaptace La Brune que voilà pro Michela Leeba)
- Adélaïde 90